# Piotr Nowikow
Piotr Siergiejewicz Nowikow, ros. Пётр Сергеевич Новиков (ur. 2 sierpnia?/15 sierpnia 1901 w Moskwie, zm. 9 stycznia 1975 tamże) – rosyjski matematyk i logik, profesor Uniwersytetu Moskiewskiego, członek Akademii Nauk ZSRR. 
Uważany jest za twórcę radzieckiej szkoły logiki matematycznej. Zajmował się głównie logiką matematyczną, teorią algorytmów, teorią mnogości i teorią grup.
Jego synem był matematyk Siergiej Nowikow, laureat medalu Fieldsa.

## Nagrody i odznaczenia
- Państwowa Nagroda Federacji Rosyjskiej (1999)
- Nagroda Leninowska (1957)
- dwa Ordery Lenina (1961 i 1971)
- Order Czerwonego Sztandaru Pracy